# Кабесан (футболист)
Луис де Мораис (порт. Luis de Morais; 23 августа 1930, Ареаду, Минас-Жерайс — 6 января 2020, Сан-Паулу), более известный под именем Кабесан (порт. Cabeção) — бразильский футболист, вратарь. Участник Чемпионата мира 1954. Легенда «Коринтианса»: 330 матчей — 419 пропущенных мячей.

## Карьера
Кабесан начал свою карьеру в 1949 году в клубе «Коринтианс», до этого выступал за молодёжный состав клуба, с которым выиграл «Паулисту» в 1947 году и два чемпионата Бразилии в 1947 и 1948 году. За основную команду «Тимао» Кабесан выступал 5 лет, выиграв 3 «Паулисты» и 3 турнира чемпион турнира Рио-Сан-Паулу.
В 1954 году Кабесан потерял место основного голкипера команды и принял решение перейти в клуб «Бангу», за «Бангу» он выступал 2 года, а затем вернулся в Сан-Паулу, где играл за «Португезу», с которой выиграл своё 4-е звание победителя турнира Рио-Сан-Паулу.
После «Португезы» Кабесан снова вернулся в «Коринтианс», затем играл «Коммерсиал» из Рибейран-Прету, «Жувентус» и «Сантисту».
В сборной Бразилии Кабесан провёл всего один матч, его взяли на чемпионат мира 1954, но на поле не выходил.
Умер 6 января 2019 года в возрасте 89 лет.

## Награды

### Командные
- Чемпион Южной Америки (до 21 года): 1949
- Чемпион турнира Рио-Сан-Паулу: 1950, 1953, 1954, 1955
- Чемпион Сан-Паулу: 1951, 1952, 1954